# Ricky Gianco
Ricky Gianco, né Riccardo Sanna le 18 février 1943 à Lodi (Italie), initialement connu comme Ricky Sanna, est un chanteur, auteur-compositeur, guitariste et producteur de disques, considéré comme l'un des fondateurs de la musique rock italienne. 

## Biographie
Ricky Gianco a atteint le sommet de sa popularité en tant que chanteur dans les années 1960, comme l'un des urlatori (littéralement: « Hurleurs »), un groupe de chanteurs rock qui comprenait entre- autres Adriano Celentano, Little Tony et Tony Dallara.
Au début de sa carrière, entre la fin des années 1950 et le début des années 1960, Gianco a joué dans plusieurs groupes, dont le I Ribelli, I Quelli  qui deviendront Premiata Forneria Marconi, et Celentano . Il a également collaboré avec Luigi Tenco, Enzo Jannacci, et Gino Paoli. À partir du milieu des années 1960, il s’inspire des Beatles.
Dans les années 1970, il  élargit  son éventail d'activités, travaillant sur des projets de théâtre et  
comme musicien et producteur de disques.

## Discographie

### Albums
- 1963 : Una giornata con Ricky Gianco (Jaguar, JGR 73000)
- 1965 : Ai miei amici di "Ciao amici" (Jaguar, JGR 74002)
- 1965: Ricky Gianco Montrer (Jaguar, JGR 74003)
- 1968 : Ricky Gianco Spécial (Dischi Ricordi, MRP 9051)
- 1975 : Braccio di Ferro (Intingo, ITGL 14005)
- 1976 : Quel rissoso, irascibile, carissimo Braccio di Ferro (Intingo, ITGL 14007)
- 1976: Alla mia mam...  (Ultima Spiaggia, ZLUS 55187)
- 1978 : Arcimboldo (Ultima Spiaggia, ZPLS 34046)
- 1979 : Liquirizia (soundtrack) (Fontana Records, 6323 811)
- 1982 : Non si può smettere di fumare (Fonit-Cetra, LPX 100)
- 1989 : Di nuca (Nouvelle Énigme, NEM 47714)
- 1991 : È rock'n Roll (Fonit-Cetra, TLPX 277)
- 1992 : Piccolo è bello (Fonit-Cetra)
- 1995 : Il meglio di Ricky Gianco (compilation, D. V. PLUS)
- 1997 : Ricky Gianco: i successi (compilation, D. V. PLUS)
- 2000 : Tandem (Ricky Gianco & ...) (compilation de collaborations, CBS, COL 497529 1)
- 2005 : Ricky Gianco Collection (compilation, EDEL)
- 2009 : Di santa ragione, EDEL
- 2010 : Come un bambino (64 OSM 084)